# Lisa Eichhorn
Lisa Eichhorn (* 4. února 1952 Glens Falls, New York) je americká herečka, spisovatelka a producentka.
Debutovala v roce 1979 ve Schlesingerově filmu Amíci, za který získala dvě nominace na Zlatý glóbus. Umělecká kariéra zahrnuje film, divadlo i televizi.
Narodila se v Glens Falls 4. února 1952 a brzy se přestěhovala spolu se starším bratrem a dvěma nevlastními sestrami do Westbury na Long Islandu. V roce 1958 se rodina přestěhovala do Readingu v Pensylvánii, kde později navštěvovala střední školu Mt. Penn High School. V rámci výměny rotariánských studentů studovala v norském Svolværu a maturovala v roce 1970 na Mt. Penn in absentia.